# Ruodlieb
Ruodlieb és el nom d'un poema èpic medieval conservat de manera fragmentària que narra les aventures del cavaller homònim. Va ser escrit per un monjo del segle XI en hexàmetres, dels quals s'han preservat uns 2300 versos, i va ser redescobert al segle xix. El manuscrit inicial va ser tallat i els seus fulls aprofitats per cobrir altres llibres però es manté en bon estat.

## Argument
Un jove cavaller es veu obligat a abandonar casa seva i passa a servir un rei estranger, qui admira el seu posat i seny. Salva el regne d'una invasió i aconsella el seu senyor en diferents assumptes de la cort fins a fer-se un nom entre la noblesa. Un dia rep una carta de la seva mare, qui li explica que l'enyora i que ja pot tornar a casa perquè els seus enemics han fugit. El rei acomiada Ruodlieb i li ofereix dues alternatives com a pagament: riquesa o saviesa. Ruodlieb tria el coneixement sense dubtar-ho i rep dotzer proverbis i dos panets amb les instruccions que no pot menjar el primer fins que retrobi la seva mare i el segon quan es casi.
El camí de retorn és ple d'aventures i s'introdueix un escuder que actua com a contrapunt de la conducta virtuosa de Ruodlieb, ja que sempre cau en el vici i l'avarícia. Destaquen les aventures amoroses d'aquest escuder amb una dona casada, la qual acaba fent penitència pel seu pecat. També són rellevants les anècdotes viscudes a un castell, per les descripcions de la vida quotidiana medieval.
Ja a casa, descobreix que dins el primer panet s'amaguen riques joies i llavors comença a buscar esposa per poder obrir el segon, però cap noia sembla adequada. Demana ajuda a un nan, el qual l'envia a córrer noves aventures per conèixer una princesa. No es conserva el final de la història.

## Anàlisi
L'obra destaca per la barreja de gèneres, probablement perquè és un precedent dels manuscrits on la separació ja estava establerta. Així, l'estructura bàsica és la de la futura novel·la de cavalleries, on un jove heroi virtuós i valent du a terme gestes i acaba amb recompenses diverses. Aquestes aventures, però, no segueixen el cànon habitual sinó que tenen l'aparença de les històries del conte de fades. Les més destacades serveixen per a il·lustrar el sentit moral de cadascun dels dotze proverbis rebuts del rei, en la línia dels exempla medievals. La descripció de fets reals, com la trobada de Robert II de França amb Enric II del Sacre Imperi Romanogermànic i la descripció de batalles i activitats de la vida diària (com per exemple la pesca o les festes cortesanes) provenen probablement de cròniques conegudes pel copista. Alguns episodis s'inspiren en relats menors del Waltharius.
El seu caràcter fragmentari s'accentua amb el canvi de punt de vista, perquè el protagonista Ruodlieb és deixat de banda en nombroses ocasions per seguir les aventures o parlaments d'altres personatges. En aquests casos, Ruodlieb actua com a jutge i explicita l'ensenyament de l'episodi. Potser aquesta dispersió explica l'escassa difusió de l'obra entre els seus coetanis. El manuscrit sembla dirigit als novicis del monestir on es va crear. Aquest caràcter didàctic es palesa en la tria inicial del cavaller, qui opta pel coneixement en comptes de per les riqueses materials, tot i que per recompensa acaba obtenint ambdós dons.
La llengua llatina presenta els trets típics de l'alta edat mitjana i els versos lleonins provenen de la tradició clerical. Igualment és pròpia del context religiós l'exaltació dels valors cristians i el tractament de la mare del protagonista, similar al de la Verge Maria.